# Kanal D
Kanal D er en tyrkisk tv-kanal, oprettet af Aydın Doğan.
Kanalgruppen blev skabt i 1993, og råder i dag over:
- Kanal D (Hovedkanalen)
- Kanal D Max
- Kanal D Sinemax
- Kanal D Plus
- Kanal D Cocuk
- Star TV (købt i 2006)
- Euro D (Europæisk Kanal D)
- Dream TV (Music,Shows & Life channel)

| Fjernsyn | Spire Denne artikel om en tv-kanal er en spire som bør udbygges. Du er velkommen til at hjælpe Wikipedia ved at udvide den. |